# Selaginella chaetoloma
Selaginella chaetoloma är en mosslummerväxtart som beskrevs av Arthur Hugh Garfit Alston. Selaginella chaetoloma ingår i släktet mosslumrar, och familjen mosslummerväxter. Inga underarter finns listade i Catalogue of Life.